# Felipe Almeida Wu
Pour les articles homonymes, voir Wu.
Felipe Almeida Wu est un tireur brésilien né le 11 juin 1992 à São Paulo. Il a remporté la médaille d'argent de l'épreuve de pistolet à 10 mètres aux Jeux olympiques d'été de 2016 à Rio de Janeiro, devenant ainsi le premier médaillé brésilien des Jeux de Rio.